# Convento e chiesa dei Cappuccini (San Miniato)
L'ex convento dei Cappuccini si trova a San Miniato, in provincia di Pisa, diocesi di San Miniato.

## Storia e descrizione
L'insediamento religioso, relativamente recente fra quelli sanminiatesi, sorse fra il 1609 e il 1615 per ottemperare a un voto privato fatto dal cavaliere fiorentino Cosimo Ridolfi; il nobile sanminiatese Giovacchino Ansaldi donò il terreno. 
La chiesa, dedicata all'Immacolata Concezione e ai santi Francesco e Miniato, è preceduta da un elegante portico; l'interno ad aula presenta un imponente altare in legno scuro, tipico delle chiese cappuccine, di linea semplice, con una tela di Rutilio Manetti dedicata ai Santi Francesco e Miniato. 
Dopo essere stato sede per la formazione teologica dei frati, questo lo lasciarono negli sessanta del XX secolo, per essere acquistato della Cassa di Risparmio di San Miniato, che lo ha ristrutturato per farne un centro congressi.